# Ruínas de Jiangxi
As ruínas de Jiangxi  (chinês tradicional: 大洋洲程家遗址 "Ruínas da Oceania Chengjia"), também conhecido como sítio de Dayangzhou Chengjia, é um sítio arqueológico localizado no rio Gan (赣江), na cidade de Dayangzhou, condado de Xingan, Jiangxi, China. O local foi escavado em 1989 e data de cerca de 1200 aC. As ricas ofertas de objetos de bronze e jade fizeram dele o segundo local de enterro mais rico conhecido após o túmulo de Fu Hao.

## Galeria
Artefatos escavados em Dayangzhou no Museu da Província de Jiangxi
- Máscara de bronze de duas faces
- Tigre de bronze com pássaro
- Ding de bronze com pés chatos em forma de tigre, Dinastia Shang
- Tripé em bronze you com imagem zoomórfica
- Sino de bronze nao
- Pote de proto-porcelana
- Capacete de bronze